# Ford GP

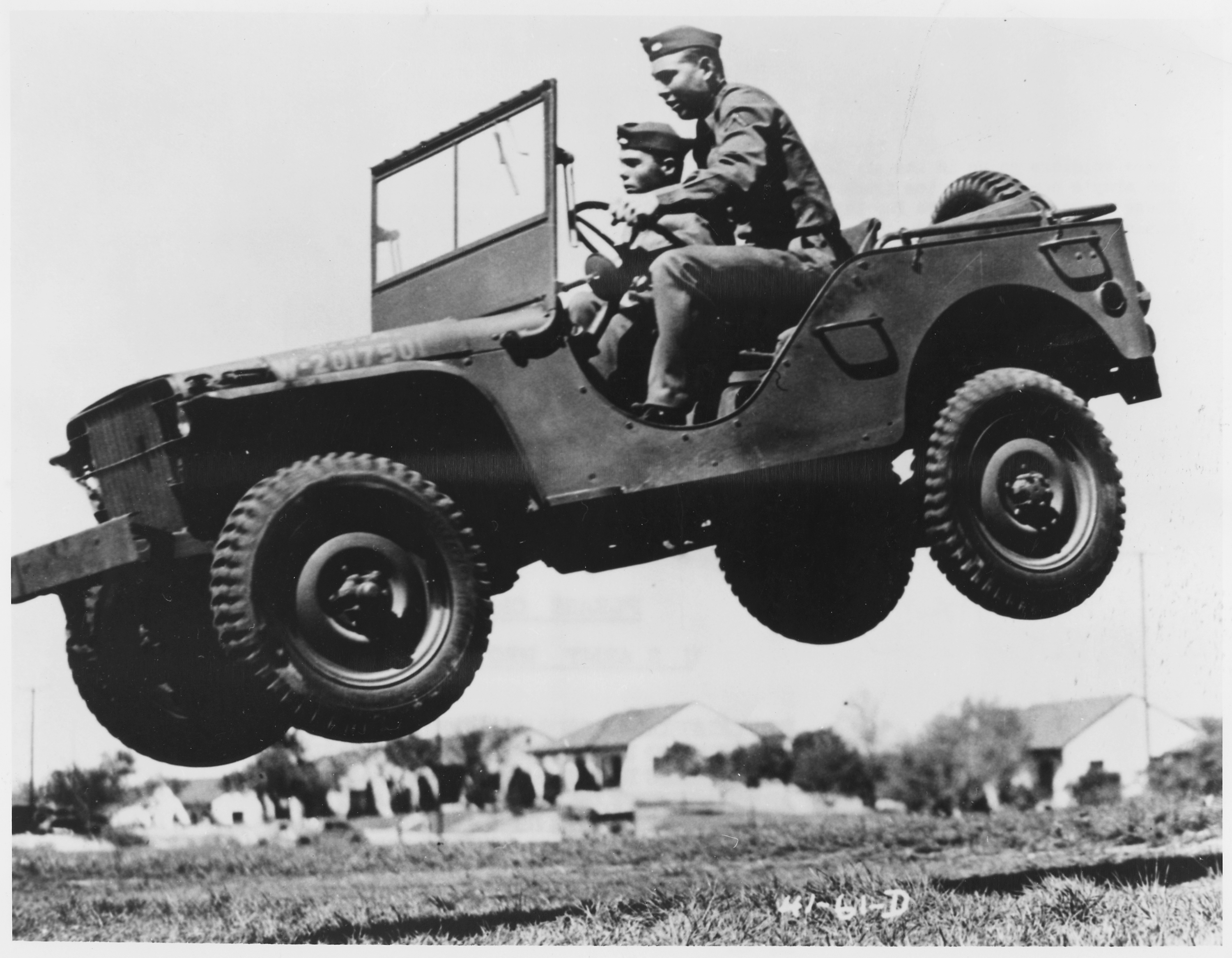
Tito vojáci letící vzduchem prokazují, že nový armádní terénní automobil Ford GP to dokáže, 29. března 1941, archiv NARA

Ford GP bylo americké užitkové vozidlo, jeden ze tří druhů prvních terénních užitkových automobilů, pro něž se později ujal název „džíp“ (anglicky „jeep“).

## Vývoj, užití
V třicátých letech prováděly různé země světa vývoj terénního automobilu, který by se stal všestranným vozidlem pro vojenské účely. V USA byl roku 1938 dokončen stroj tohoto typu, který vyrobila firma American Bantam, ale který se nedočkal ohlasu. Po vypuknutí války v Evropě roku 1939 se postoj amerických úřadů změnil a v červenci roku 1940 byla vyhlášena soutěž o armádní zakázku. Technické specifikace však byly velmi přísné, takže se do soutěže přihlásily pouze tři firmy: American Bantam, Willys-Overland a Ford Motors. Společnost American Bantam se svým vozem Bantam BRC-40 splnila sice zakázku nejdříve, ovšem nesplňovala hmotnostní limit. Přesto jí byla přidělena státní zakázka na sedmdesát kusů. Vývoj dále pokračoval i v obou neúspěšných firmách, které se začaly předhánět v technických parametrech. Vzhledem k tomu, že Pentagon dospěl k názoru, že by stejně jedna továrna nestačila z kapacitních důvodů dodat potřebný počet automobilů, zadal každé ze tří společností zakázku na 1500 kusů. Postupem času se však ukázalo, že je třeba, aby vozy byly standardizovány, a tudíž aby je vyráběl pouze jeden výrobce. Proto byla v polovině roku 1941 vyhlášena nová soutěž, při které došlo díky podobné kvalitě vozů nakonec k tomu, že rozhodujícím požadavkem se stala cena. Vyhrála ji nakonec společnost Willys-Overland, která nabídla svůj Jeep Willys MB za 739 dolarů. V té době měla firma Ford buď zhotovených či ve výrobě 3650 kusů vozů zn. Ford GP, o které neměla americká armáda zájem. Tyto své vozy však firma Ford uplatnila u spojenců USA - Velké Británii a zejména Sovětském svazu. Poté přešla na výrobu konkurenčních vozidel Jeep Willys MB, které vyráběla pod názvem Ford GPW (General Purpose Willys).

## Technické podrobnosti
- Typ: terénní osobní vůz s náhonem kol 4 x 4
- Pohon: čtyřválcový motor GP
- Převodovka: 3 stupně vpřed a 1 vzad
- Výkon: 45 hp
- Délka 3,27 m
- Šířka: 1,58cm
- Výška: 1,28m, s nasazenou střechou: 1,8 m
- Rozvor 203 cm
- Pneumatiky: 6,00 - 16
- Hmotnost: 895 kg
- Dovolené zatížení: 360 kg
- Maximální rychlost na silnici: 105 km/h
- Výrobce: Ford Motors
- Výroba: 1941